# Giamaica ai XV Giochi olimpici invernali
La Giamaica partecipò ai XV Giochi olimpici invernali, svoltisi a Calgary, Canada, dal 13 al 28 febbraio 1988, con una delegazione di 4 atleti impegnati in una disciplina, il bob. Fu per la Giamaica la prima partecipazione a un'edizione dei Giochi olimpici invernali.

## Delegazione
| Sport  | Uomini | Donne | Totale |
| ------ | ------ | ----- | ------ |
| Bob    | 4      | 0     | 4      |
| Totale | 4      | 0     | 4      |

## Risultati

### Bob
L'idea di creare una squadra giamaicana di bob venne da due uomini d'affari statunitensi, George B. Fitch e William Maloney. Entrambi vivevano sull'isola caraibica ed ebbero l'idea guardando le locali gare di carretti a spinta. Avendo difficoltà a trovare volontari che si cimentassero nella disciplina, i due si rivolsero alla Jamaica Defence Force, dalla quale arrivarono le prime tre adesioni: Dudley Stokes, Devon Harris e Michael White. Poco dopo si unirono alla squadra Freddie Powell e Clayton Solomon, ai quali si aggiunse poi Caswell Allen. I finanziamenti arrivarono dallo stesso Fitch e dall'ente turistico giamaicano.
Dopo una prima fase di allenamenti in Giamaica, la squadra effettuò alcune sedute a Lake Placid, negli Stati Uniti, e a Igls, in Austria, sotto la guida tecnica di Sepp Haidacher. Grazie agli allenamenti la squadra migliorò le proprie prestazioni e guadagnò popolarità rapidamente, arrivando a riuscire a iscrivere un equipaggio per la gara di bob a due e un equipaggio per la gara di bob a quattro ai XV Giochi olimpici invernali. All'arrivo in Canada, un membro dell'equipaggio si infortunò e venne sostituito da Chris Stokes, fratello di Dudley, un velocista ma con esperienza quasi nulla su un bob.
Nella gara di bob a due l'equipaggio era composto da Dudley Stokes come pilota e da Michael White come frenatore. Dopo il 34º posto su 41 equipaggi nella prima manche, il bob giamaicano si classifico 22º nella seconda manche, davanti anche ad equipaggi di maggiore esperienza. Con le altre due manche il duo si classificò al 30º posto.
Nella gara di bob a quattro l'equipaggio era composto da Dudley Stokes come pilota, da Michael White come frenatore più Devon Harris e Chris Stokes. Nelle prime due manche il bob giamaicano si classificò al 24º e 25 º posto, rispettivamente, su 26 equipaggi. Nella terza manche Dudley Stokes perse il controllo del bob nella curva "Kreisel" e il bob si rovesciò; una volta che il bob si fermò, l'equipaggio uscì e spinse il bob fino al traguardo. Non partecipando alla quarta manche, l'equipaggio non venne classificato nella competizione.
La storia di come l'equipaggio venne formato e la loro partecipazione ai Giochi olimpici di Calgary 1988 ispirarono qualche anno dopo il film Cool Runnings - Quattro sottozero.
Bob a due maschile
| Pos. | Nazione    | Atleti                      | Manche1 | Manche2 | Manche3 | Manche4 | Totale  | Distacco |
| ---- | ---------- | --------------------------- | ------- | ------- | ------- | ------- | ------- | -------- |
| 30   | Giamaica I | Dudley Stokes Michael White | 1:00.20 | 1:00.56 | 1:01.87 | 1:01.23 | 4:03.86 | +10.38   |

Bob a quattro maschile
| Pos. | Nazione    | Atleti                                                | Manche1 | Manche2 | Manche3 | Manche4 | Totale | Distacco |
| ---- | ---------- | ----------------------------------------------------- | ------- | ------- | ------- | ------- | ------ | -------- |
| –    | Giamaica I | Dudley Stokes Devon Harris Michael White Chris Stokes | 58.04   | 59.37   | 1:03.19 | DNF     |        |          |